# Vesicularia stramineola
Vesicularia stramineola är en bladmossart som beskrevs av C. Müller 1896. Vesicularia stramineola ingår i släktet Vesicularia och familjen Hypnaceae. Inga underarter finns listade i Catalogue of Life.